# Narodowy rezerwat przyrody Čantoryje
Narodowy rezerwat przyrody Čantoryje (cz. Národní přírodní rezervace Čantoryje) – narodowy rezerwat przyrody w północno-zachodniej części Beskidu Śląskiego, obejmujący południowo-zachodnie stoki w obszarze podszczytowym Wielkiej Czantorii. Administracyjnie leży na terenie Czech, w kraju morawsko-śląskim, w powiecie Frydek-Mistek, na terenie wsi Nydek.
- typ: leśny
- utworzony: 1988
- powierzchnia: 39,45 ha
- wysokość: 720–958 m n.p.m.

Na terenie NPR Čantoryje ochronie podlegają zbiorowiska leśne o charakterze naturalnym: żyzna buczyna karpacka oraz kwaśna buczyna górska. W drzewostanie dominuje buk z domieszką jodły oraz świerka, rzadziej klonu. Wiek najstarszych drzew szacowany jest na 220 lat. W podszycie występuje cis pospolity. Do charakterystycznych gatunków runa należą paprocie: nerecznica samcza i szerokolistna, paprotnik Brauna i kolczysty, wietlica samicza, cienistka trójkątna. Do okrytonasiennych należą m.in. goryczka trojeściowa, lilia złotogłów oraz śnieżyczka przebiśnieg.
Z ptaków na terenie rezerwatu gniazduje kruk, orzechówka i (rzadko) pszczołojad. Z gryzoni została tu stwierdzona mysz smużka, która na Czantorii osiąga swą północno-zachodnią granicę występowania w Karpatach. Charakterystycznymi gatunkami bezkręgowców są ślimak pomrów błękitny, chrząszcz wynurt oraz motyl mieniak tęczowiec
Wzdłuż dolnego skraju rezerwatu biegną znaki czerwone  czeskiego szlaku turystycznego z Trzyńca na Wielką Czantorię, zaś ponad skrajem górnym – znaki czarne  polskiego szlaku z Goleszowa również na Wielką Czantorię.